# Dynaste Hercule
Dynastes hercules
Pour les articles homonymes, voir Dynaste, Hercule (homonymie) et Scieur de long.
Espèce
Le Dynaste Hercule (Dynastes hercules) est une espèce d'insectes de la famille des Scarabaeidae, de la sous-famille des Dynastinae, de la tribu des Dynastini et du genre Dynastes.
C'est le plus long scarabée rhinocéros du monde.
Il peut être considéré comme l'un des plus grands Coleoptera, voire un des plus gros insectes au monde, en première place (ex aequo cependant avec Titanus giganteus — un Cerambycidae ou longicorne), ou nettement plus loin dans le classement si on considère que seuls les mâles, grâce à leur « corne » thoracique, ont une taille remarquable.

## Description
Chez le mâle, le prothorax et la tête sont noir luisant, la couleur des élytres varie du jaune au rouge ou du vert-brun au bleuâtre. Il existe des mâles aux élytres tachetés et d'autres sans taches. La femelle est de couleur plus sombre et plus terne.
L'envergure ailes déployées atteint les vingt deux centimètres.
La taille du mâle varie de 6 cm à 17,50 cm mais il dépasse rarement les 15 cm. On connaît un individu de 17,50 cm de long, appartenant à un collectionneur de Nara (Japon).

### Les cornes
Le mâle est muni de deux cornes - l'une est le prolongement thoracique, l'autre, plus petite et articulée, le prolongement céphalique - qui forment une « pince ».
La grande corne prothoracique est presque droite, avec une courbure apicale dirigée vers le bas ; elle est munie de poils courts et serrés sur sa face inférieure, et de deux « dents » latérales post-basales : celles-ci sont de taille variable, leur emplacement dépend de la sous-espèce à laquelle se rattache l'individu.

La corne céphalique est incurvée vers le haut à son extrémité.
Lors des combats que se livrent les mâles, leur « pince » leur sert d'arme. Le but est de sectionner la membrane pronoto-abdominale de l'adversaire.
Le dimorphisme sexuel est accentué, comme chez de très nombreux Dynastinae.

## Aire de répartition
Dynastes hercules est répandu en Amérique centrale, dans les régions nord de l'Amérique du Sud, ainsi que dans les Petites Antilles (Guadeloupe, Martinique, etc.). L'espèce se subdivise en un certain nombre de sous-espèces.

## Biologie

### Les larves

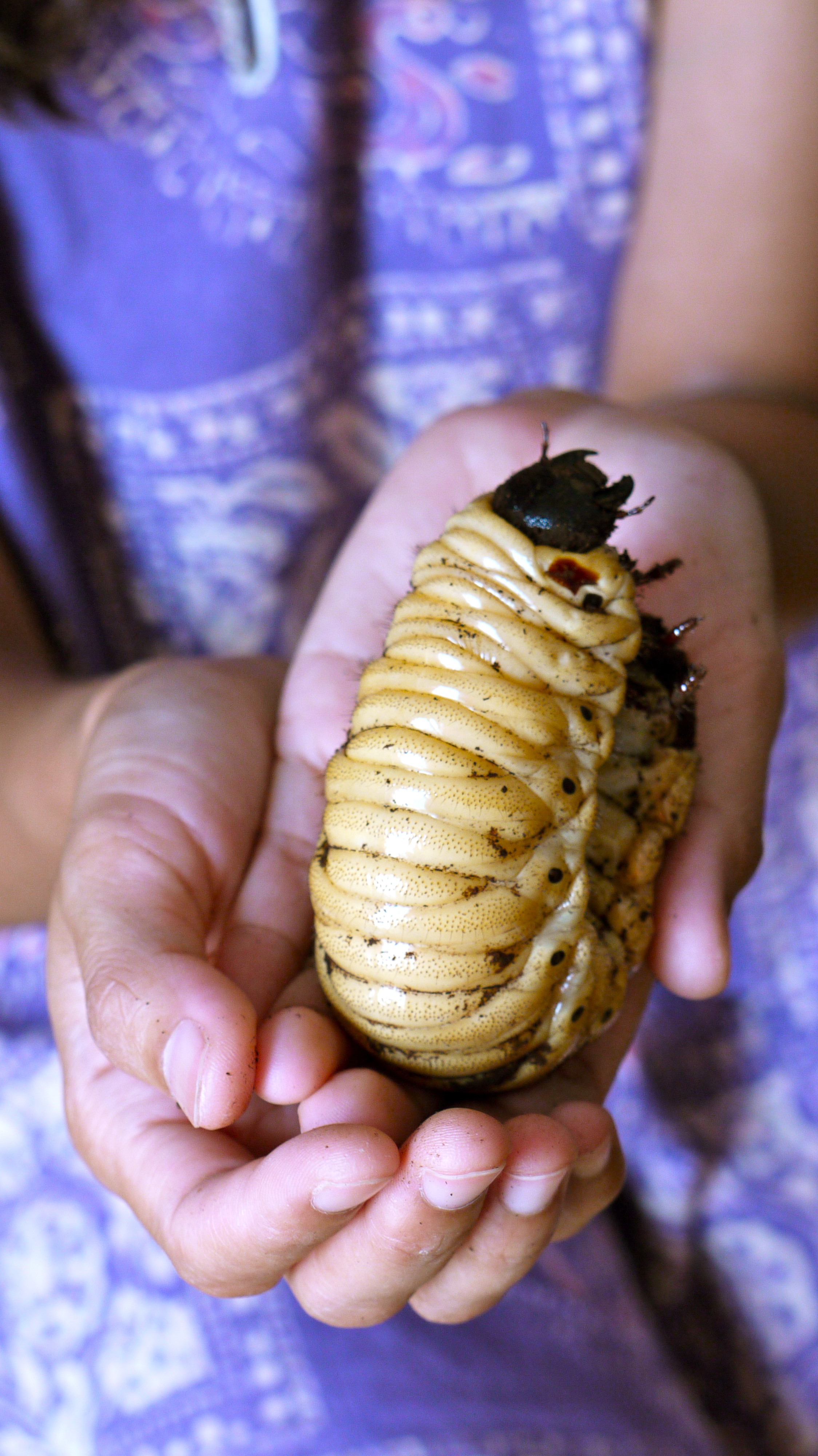
Larve de dynaste Hercule

Les larves de Dynastinae se nourrissent de racines, de bois ou de matière végétale en décomposition dans le sol. La larve de Dynastes hercules mesure dix centimètres de long et pèse jusqu'à près de cent vingt grammes. Après la période larvaire, qui dure plusieurs années, elle se transforme en nymphe de laquelle un adulte (ou imago) émerge.
Les autochtones sud-américains récoltent les larves pour les manger crues ou rôties, car elles sont riches en protéines. Elles sont dénommées au Brésil « pão-de-galinha » (« pain de poule ») ou « torresmo ».

### Les adultes
Le mâle est bicolore, la femelle marron plus ou moins foncé.
Invisibles le jour (tous deux sont homochromes), les adultes restent accrochés aux branches de la canopée.
La nuit, ils sont attirés par les lumières, jamais en nombre.
Grâce à leur « cuirasse » sclérifiée épaisse et résistante, ils sont à l'abri des prédateurs tels que les rats.
Ils peuvent soulever et porter jusqu'à 200 grammes. Leurs élytres présentent une propriété intéressante : elles changent de couleur selon le degré d'hydratation (hygrochromie passive). En atmosphère sèche, elles apparaissent jaunâtres ; en atmosphère humide (à plus de 80 % d'humidité), elles virent au noir. Le passage d'une couleur à l'autre, réversible, se fait en quelques minutes.

## Systématique
Le dynaste Hercule a été décrit par Carl von Linné en 1758, sous le nom de Scarabaeus Hercules.

### Synonymie
- Scarabaeus hercules Linné, 1758

### Noms vernaculaires
- Dynaste Hercule en français.
- Scieur de long en Guadeloupe, région française où on le trouve.

### Taxinomie
Liste des sous-espèces :
- Dynastes hercules baudrii Pinchon, 1976

(synonyme de Dynastes alcides (Olivier, 1789) de Martinique et Sainte-Lucie, Antilles)
Martinique, Sainte-Lucie
- Dynastes hercules bleuzeni Silvestre & Dechambre, 1995

(synonyme de Dynastes trinidadensis Chalumeau & Reid, 1995)
Venezuela, Amazonie
- Dynastes hercules ecuatorianus Ohaus, 1913

Colombie, Pérou, Équateur, Brésil
- Dynastes hercules hercules (Linnaeus, 1758)

Guadeloupe (Basse-Terre) et Dominique
- Dynastes hercules lichyi (Lachaume, 1985)

Colombie, Venezuela, Pérou, Équateur, Bolivie, Brésil
- Dynastes hercules morishimai Nagai, 2002

Bolivie
- Dynastes hercules occidentalis Lachaume, 1985

Panama, Colombie, Équateur
- Dynastes hercules paschoali Grossi & Arnaud, 1993

Brésil
- Dynastes hercules reidi Chalumeau, 1977

Sainte-Lucie
- Dynastes hercules septentrionalis Lachaume, 1985

Mexique, Belize, Salvador, Honduras, Guatemala, Nicaragua, Costa Rica, Panama
- Dynastes hercules takakuwai Nagai, 2002

Brésil
- Dynastes hercules trinidadensis Chalumeau & Reid, 1995

Trinité-et-Tobago, Morne Bleu et Amazonie
- Dynastes hercules tuxtlaensis Morón, 1993

Mexique
(certaines sous-espèces ci-nommées sont discutées)

## Le Dynaste Hercule et l'Homme

### Élevage
Le dynaste Hercule est parfois élevé en captivité. Il est recommandé d'ajouter du fumier de cheval au substrat de nourrissage des larves pour en augmenter la taille. Plus une larve est grosse, plus elle donnera un adulte de grande taille.
Pour les Dynastes hercules, les terrariums doivent être de l'ordre de 40*40*60 pour un couple. Les adultes pondent dans un substrat, qui est un mélange de bois mort broyé (80 %), de feuilles broyées (15 %), et de terreau (5 %). Dans les terrariums, la hauteur de substrat se situe entre 20 et 40 cm. Plus la hauteur de substrat est grande, plus l'on optimise les pontes.
Les larves seront alors disposées dans des boites d'un litre. Plus la larve grandira, plus il faudra un bac de grande taille pour l'accueillir. La larve effectuera deux mues : passages en stade 2 et stade 3, où la taille de la capsule céphalique, c'est-à-dire la tête, grandira. Les troisièmes stades de Dynastes hercules peuvent arriver à 120-130 grammes environ, et seront mises dans des bacs de 10-20 litres.
Les larves jauniront ensuite de plus en plus, couleur synonyme de nymphose assez proche. Elle créera une loge nymphale (sorte de cylindre) dans le substrat, et s'y nymphosera. Après 3 à 5 mois passés en coque, un adulte en sortira.

### Voir

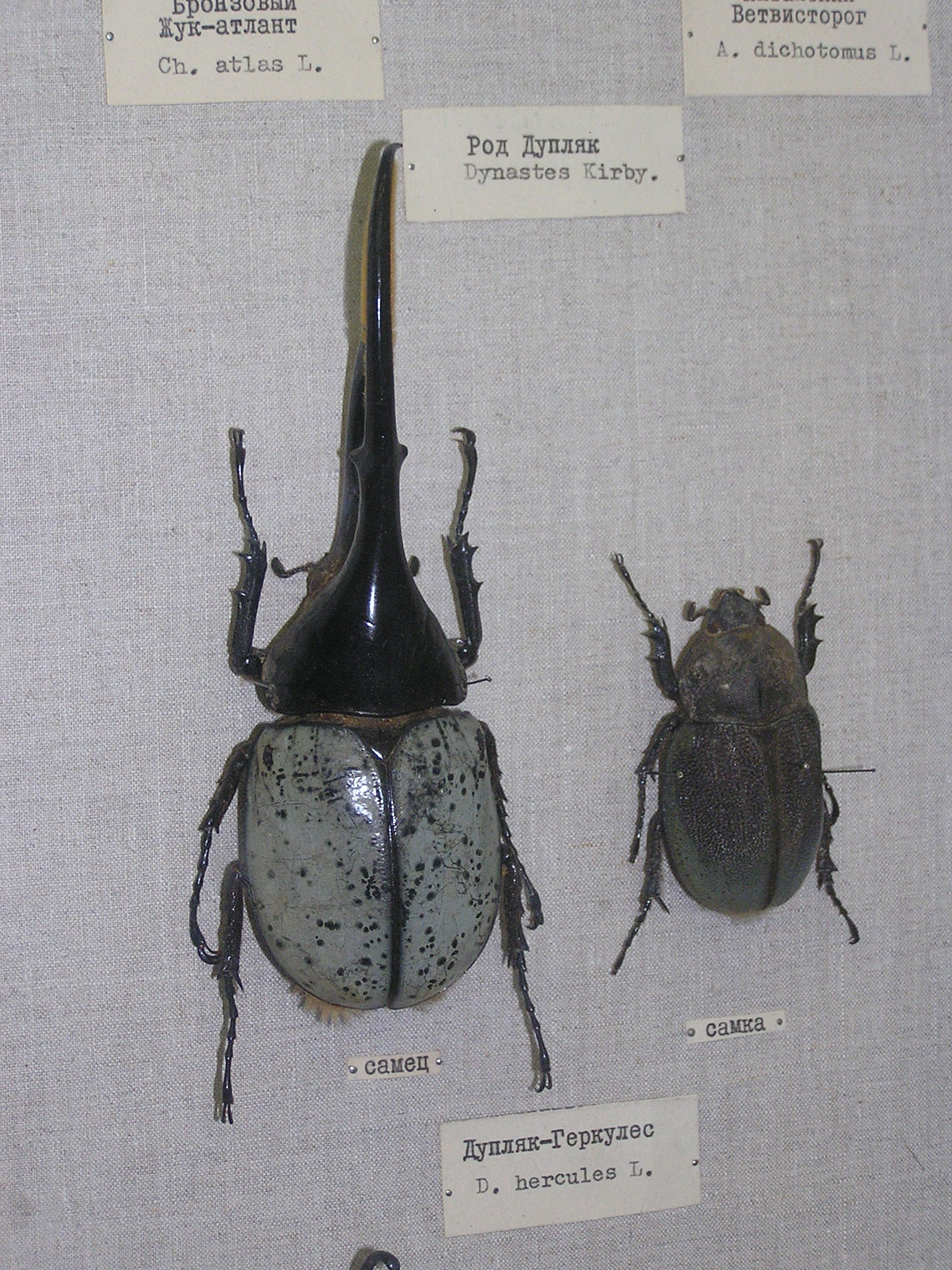
Dimorphisme sexuel: à gauche le mâle, à droite la femelle (spécimens du musée zoologique de Saint-Pétersbourg)

- Pointe-Noire sur l'île de Basse-Terre en Guadeloupe.

Des insectes adultes sont en exposition dans les vivariums du parc zoologique, sous une lumière tamisée reproduisant la nuit. Ils se nourrissent de tranches de fruits.

### Protection
De par le marché qu'il entraîne sous forme d'insectes vivants exportés pour l'élevage ou sous forme d'insectes naturalisés pour les collectionneurs, le dynaste Hercule peut devenir une espèce menacée.

Les autorités scientifiques slovaques ont préparé en 1999 une proposition d'amendement visant à inscrire le dynaste Hercule (ainsi que le dynaste Neptune) à l'Annexe II des espèces menacées de la convention de Washington.

### Insectes naturalisés
- Collections de la « maison des insectes et des papillons », dépendant de la « Maison du Rhum », à Sainte-Rose sur l'île de Basse-Terre en Guadeloupe : belles collections montrant toutes les tailles atteintes par cet insecte, ainsi que toutes les malformations pouvant atteindre les cornes des mâles.

### Philatélie
Cet insecte figure sur :
- un timbre du Brésil de 1987 (valeur fiscale : 8 000 Cz$),
- un timbre du Bhoutan de 1997 (valeur fiscale : 10 Ch).